# Sazan
Sazan ou Sazanit (em italiano:  Saseno, em grego:  Σάσων, Sason) é uma pequena ilha estrategicamente localizada à entrada da baía de Vlorë, na Albânia, com área de 5 km² e desabitada. Hoje é usada apenas para exercícios militares. 
Sazan era conhecida na Antiguidade pelo nome de Saso ou Sáson, e foi referenciada por Políbio nos seus escritos. O Império Otomano capturou-a por volta de 1400, mas pertenceu à República de Veneza por volta de 1696. A partir daí seguiu o destino das Ilhas Jónicas, passando a fazer parte do protectorado da Inglaterra após as Guerras Napoleónicas, inserida nas possessões britânicas no mar Jónico. A ilha foi cedida à Grécia, juntamente com o resto das ilhas jónicas em 1864. Após a Segunda Guerra Balcânica (1913), Itália e Áustria pressionaram a Grécia para evacuar a ilha. Considerando-a de menor importância estratégica, a Grécia evacuou a ilha, que voltou a ser ocupada pela Itália em 30 de outubro de 1914. Sob o governo italiano converteu-se em base militar, sendo ratificada em 26 de abril de 1915 como parte do secreto Tratado de Londres.
Após a Primeira Guerra Mundial, a Albânia cederia formalmente Sazan à Itália em 2 de setembro de 1920 como parte do protocolo albano-italiano. A ilha foi devolvida à Albânia em 10 de fevereiro de 1947, cumprindo os tratados que garantiam o fim da Segunda Guerra Mundial. Hoje constitui o território albanês mais ocidental.
Sazan alberga sete espécies de anfíbios, das quais três são raras. Conta ainda com 15 espécies de répteis, das quais 13 raras.